# Сассенхейм
Сассенхейм (нидерл. Sassenheim) — город и бывшая община в провинции Южная Голландия (Нидерланды). 1 января 2006 года город вошёл в состав общины Тейлинген.
Название Сассенхейм состоит из двух частей: первое, (Sassen), означает: «Саксы», в то время, как «Heim» означает «дом» на древнефранкском языке.
В 2005 году численность населения составляла 14 906 человек.

## География
Расположен в западной части Нидерландов, в местности, прозванной «регион дюн и цветочных луковиц» (нидерл. Duin- en Bollenstreek). Площадь города 6,62 квадратных километра (из которых 0,23 квадратных километра занимают водоёмы).

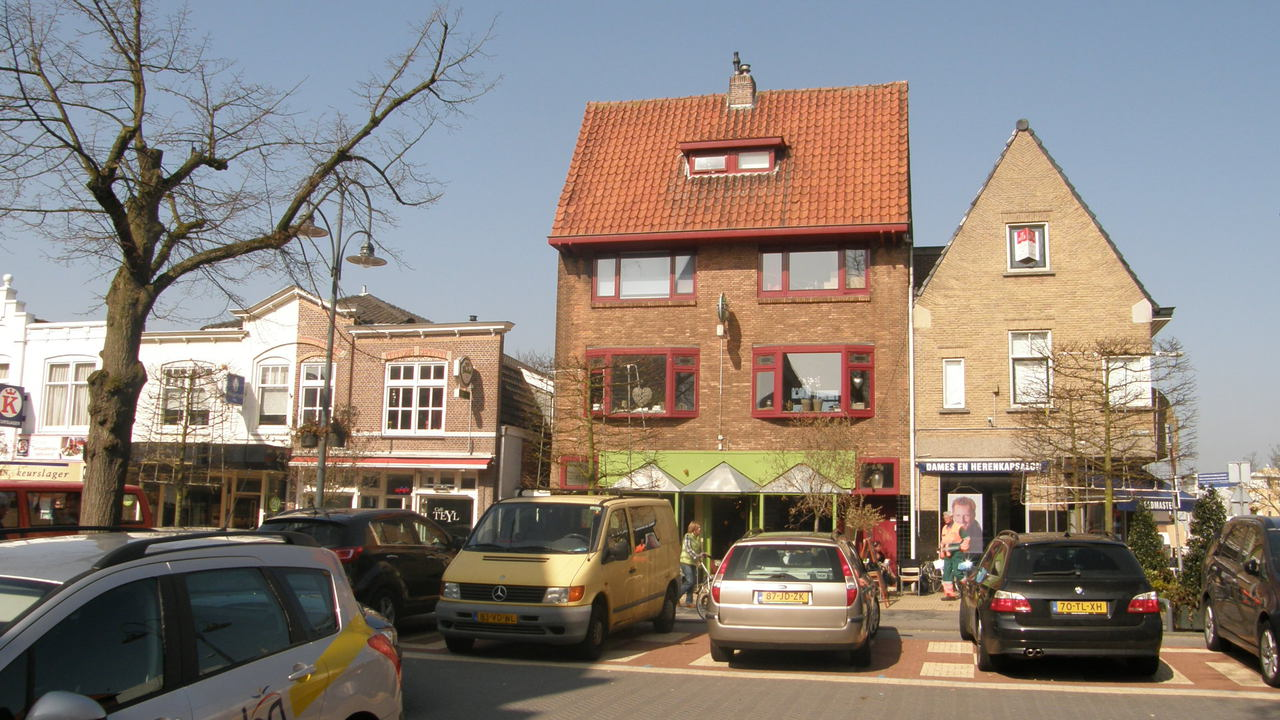
Сассенхейм, центр города (28.03.2012)

## История
Сассенхейм был сформирован между двумя городами: Лейденом и Лиссе. Он располагается на восточной окраине древних прибережных дюн, через которые проходит главное шоссе, соединяющее Лейден и Харлем. Вдоль этой дороги было построено множество замков и поместий, а также особняки вдоль Главной улицы (нидерл. Hoofdstraat) Сассенхейма. Исторически Сассенхейм славился своей цветочной индустрией. Теперь всё это осталось в прошлом, и на территории города остались лишь немногочисленные поля, на которых выращивают цветы.